# Маріо Тичинович
Маріо Тичинович (хорв. Mario Tičinović, нар. 20 серпня 1991, Синь) — хорватський футболіст, вінгер боснійського клубу «Зрінськи» (Мостар).

## Клубна кар'єра
Народився 20 серпня 1991 року в місті Сінь. Вихованець футбольної школи клубу «Хайдук» (Спліт). Дорослу футбольну кар'єру розпочав 2008 року в основній команді того ж клубу, в якій провів два сезони, взявши участь у 17 матчах чемпіонату.
Протягом 2010 року захищав кольори команди клубу «Карловац», де грав на правах оренди.
Згодом повернувся да «Хайдука», цього разу відіграв за сплітську команду наступний сезон своєї ігрової кар'єри.
У 2012 році приєднався до клубу «Норшелланн», спочатку на правах оренди, а потім уклав повноцінний контракт.

## Виступи за збірні
У 2005 році дебютував у складі юнацької збірної Хорватії, взяв участь у 27 іграх на юнацькому рівні, відзначившись 3 забитими голами.
Протягом 2008–2009 років залучався до складу молодіжної збірної Хорватії. На молодіжному рівні зіграв у 6 офіційних матчах.

## Титули і досягнення
- Володар Кубка Хорватії (1):

«Хайдук»: 2009-10
- Чемпіон Данії (1):

«Норшелланн»: 2011-12
- Чемпіон Боснії і Герцеговини (3):

«Зриньські»: 2021-22, 2022-23, 2024-25
- Володар Кубка Боснії і Герцеговини (2):

«Зриньські»: 2022-23, 2023-24
- Володар Суперкубка Боснії і Герцеговини (1):

«Зриньські»: 2024